# Wendy Lower
Wendy Lower (nascida em 1965) é uma historiadora estadunidense e uma escritora com vasta experiência em publicações sobre o Holocausto e a Segunda Guerra Mundial. Desde 2012, ocupa a Cátedra John K. Roth no Claremont McKenna College [en] na Califórnia, e em 2014 foi nomeada diretora do Centro Mgrublian de Direitos Humanos em Claremont. Atua desde 2016 como diretora interina do Centro Jack, Joseph e Morton Mandel para Estudos Avançados do Holocausto no Museu Memorial do Holocausto dos Estados Unidos (USHMM) em Washington, DC.
As áreas de pesquisa de Lower incluem a história da Alemanha e da Ucrânia na Segunda Guerra Mundial, o Holocausto, a história das mulheres, a história dos direitos humanos e os estudos comparativos de genocídio. Seu livro de 2013, As Fúrias de Hitler: Mulheres Alemãs nos Campos de Matança Nazistas, foi traduzido para vinte e um idiomas e foi finalista do Prêmio Nacional do Livro na categoria de não ficção e do Prêmio Nacional do Livro Judaico [en]. O livro de Lower, The Ravine: A Family, A Photograph, A Holocaust Massacre Revealed (2021), recebeu o Prêmio Nacional do Livro Judaico na categoria Holocausto e foi finalista do Prêmio Wingate e indicado ao PEN.

## Biografia
Nasceu em 1965. Obteve um BA pelo Hamilton College em 1987 e um PhD em História Europeia em 1999 pela American University (AU) em Washington, DC. De 2000 a 2004, Lower foi diretora dos programas de bolsistas visitantes no USHMM. Foi professora assistente na Universidade de Towson [en] em Maryland de 2004 a 2007. Durante o subsequente período de cinco anos, morou na Alemanha e trabalhou no Seminário Histórico da Universidade Ludwig Maximilian de Munique cumprindo simultaneamente as atividades de pesquisadora associada e diretora de pesquisa de história oral para o USHMM de 2010 a 2012. Lower foi professora associada no Centro Strassler para Estudos do Holocausto e do Genocídio na Universidade Clark [en] no ano acadêmico de 2011-2012.